# Église Saint-Lambert de Nismes
L'église Saint-Lambert de Nismes est une église de style néo-classique située à Nismes, village de la commune belge de Viroinval situé dans la région de la Calestienne au sud de l'Entre-Sambre-et-Meuse, en province de Namur
Construite durant la première moitié du XIXe siècle, elle remplace un autre édifice plus ancien. 

## Localisation
Ceinturée d'érables, l'église Saint-Lambert se dresse le long de l'Eau Noire, face au parc communal de Nismes et au château Licot.

## Historique
L'église actuelle remplace l'ancienne église paroissiale Saint-Lambert qui se dressait sur une butte dominant le village appelée le « Mousty » ou le « Pont-d'Avignon » et qui avait été construite en 1606 pour remplacer la chapelle castrale détruite en 1554 par les troupes françaises, lors des guerres de Charles-Quint.
L'ancienne église étant devenue trop petite, la décision est prise d'en édifier une nouvelle. L'architecte hollandais Jean Kuypers en dessine les plans au début du XIXe siècle, à l'époque où la Belgique est sous le régime hollandais,, : la nouvelle église est construite en 1829-1830. Le chronogramme de la porte d'entrée compose la date de 1829,, soit un an avant l'indépendance de la Belgique.
La nouvelle église est reconstruite partiellement en 1845 et consacrée le 15 septembre 1845. L'ancienne église est démolie en 1890.

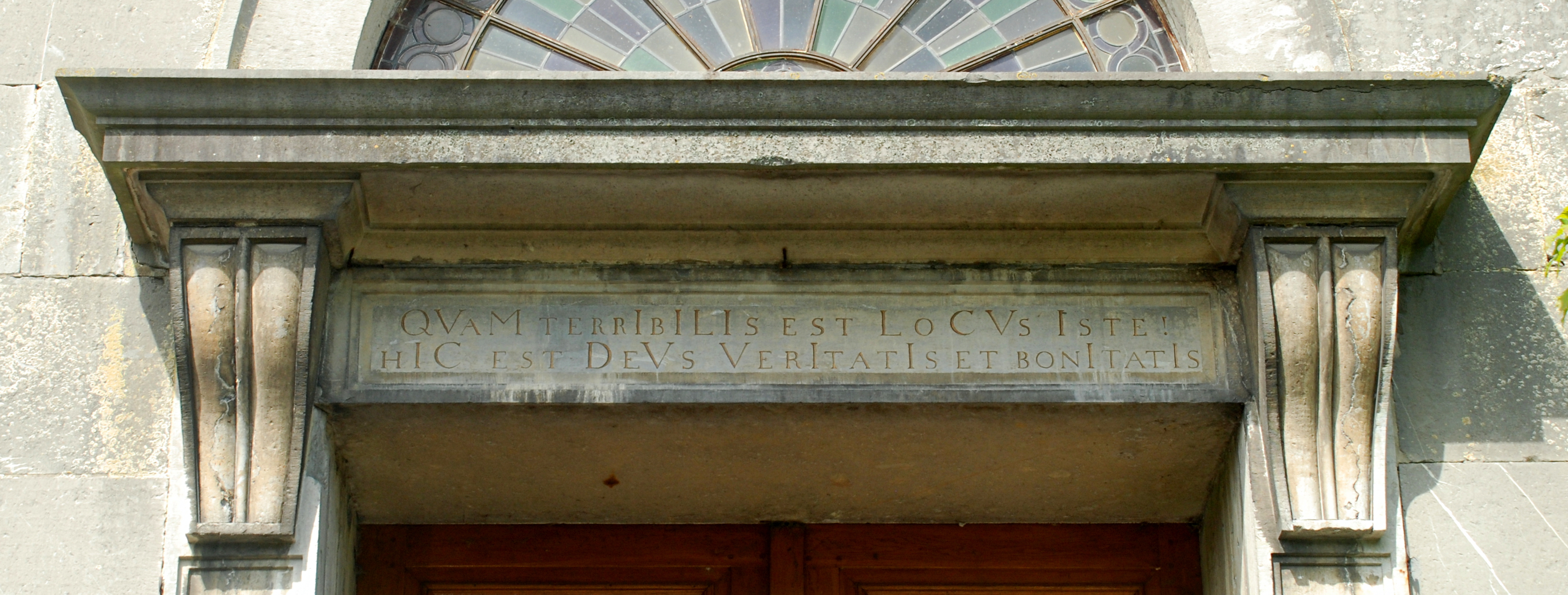
Le chronogramme millésimé 1829.

## Architecture extérieure

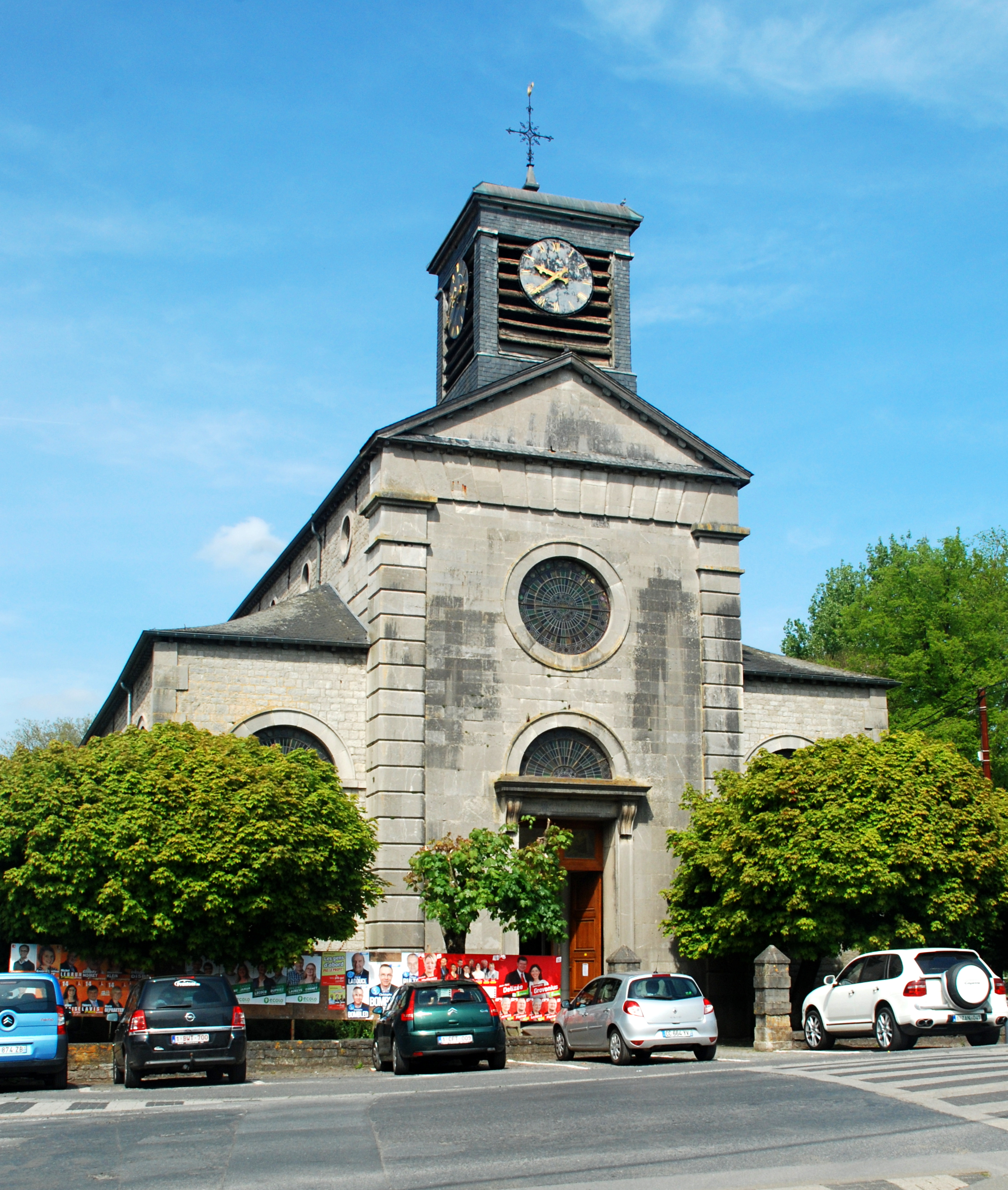
La façade.

L'église Saint-Lambert présente une orientation non conventionnelle due à sa situation le long de l'Eau Noire : au lieu d'être orientée d'est en ouest, elle est presque orientée du nord au sud.
Au sud, l'église présente une haute façade édifiée en grand appareil, bordée de pilastres d'angle à refends et sommée d'un fronton triangulaire,.
La façade est percée d'un portail dont les piédroits se terminent par de puissantes consoles qui soutiennent un entablement en forte saillie. Logé sous cet entablement, le linteau porte un chronogramme gravé en lettres d'or en 1829, inspiré du psaume de l'Introït de la Dédicace des Églises :
qVaM terrIbIlIs est LoCVs Iste !
hIC est DeVs VerItatIs et bonItatIs
Le portail et son entablement sont surmontés d'une fenêtre en demi-lune au motif rayonnant en fer forgé et, plus haut, d'une large rosace ornée du même motif rayonnant. Le motif des fenêtres semi-circulaires se répète de part et d'autre du portail.
La façade est dominée par la silhouette grise d'un clocher carré sommé d'une croix et percé de larges baies à abat-sons portant les horloges.
Sur les côtés, chacune des façades latérales comporte six travées percées chacune d'une fenêtre semi-circulaire semblable à celles de la façade principale. En hauteur, ces façades sont percées d'oculi qui, à l'intérieur, éclairent la nef à travers la voûte en berceau.
|  |  |  |

## Architecture intérieure

### La nef

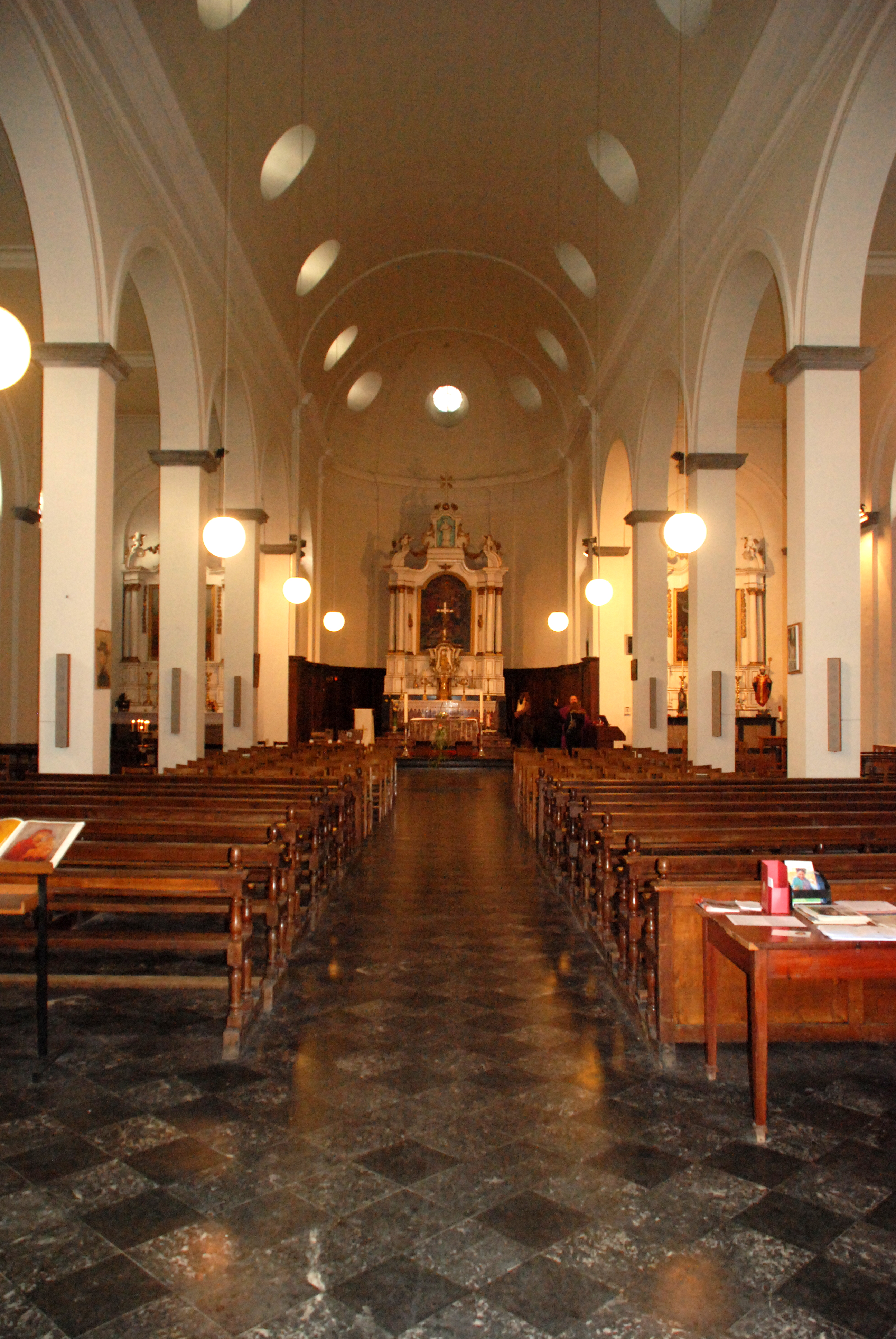
La nef.

L'intérieur, peu lumineux car éclairé par des fenêtres en demi-lune, présente un style néo-classique sobre.
L'église présente un plan basilical et est divisée en trois nefs par deux rangées de cinq colonnes carrées, dont les extrêmes sont des colonnes engagées.
La nef centrale, couverte d'une voûte en berceau percée d'oculi, est séparée des collatéraux par de hautes colonnes carrées dont les impostes en pierre contrastent avec la couleur claire dont sont enduits murs, colonnes et voûtes.
La nef abrite une chaire de vérité (datée par chronogramme de 1769), curieusement placée au fond à gauche.

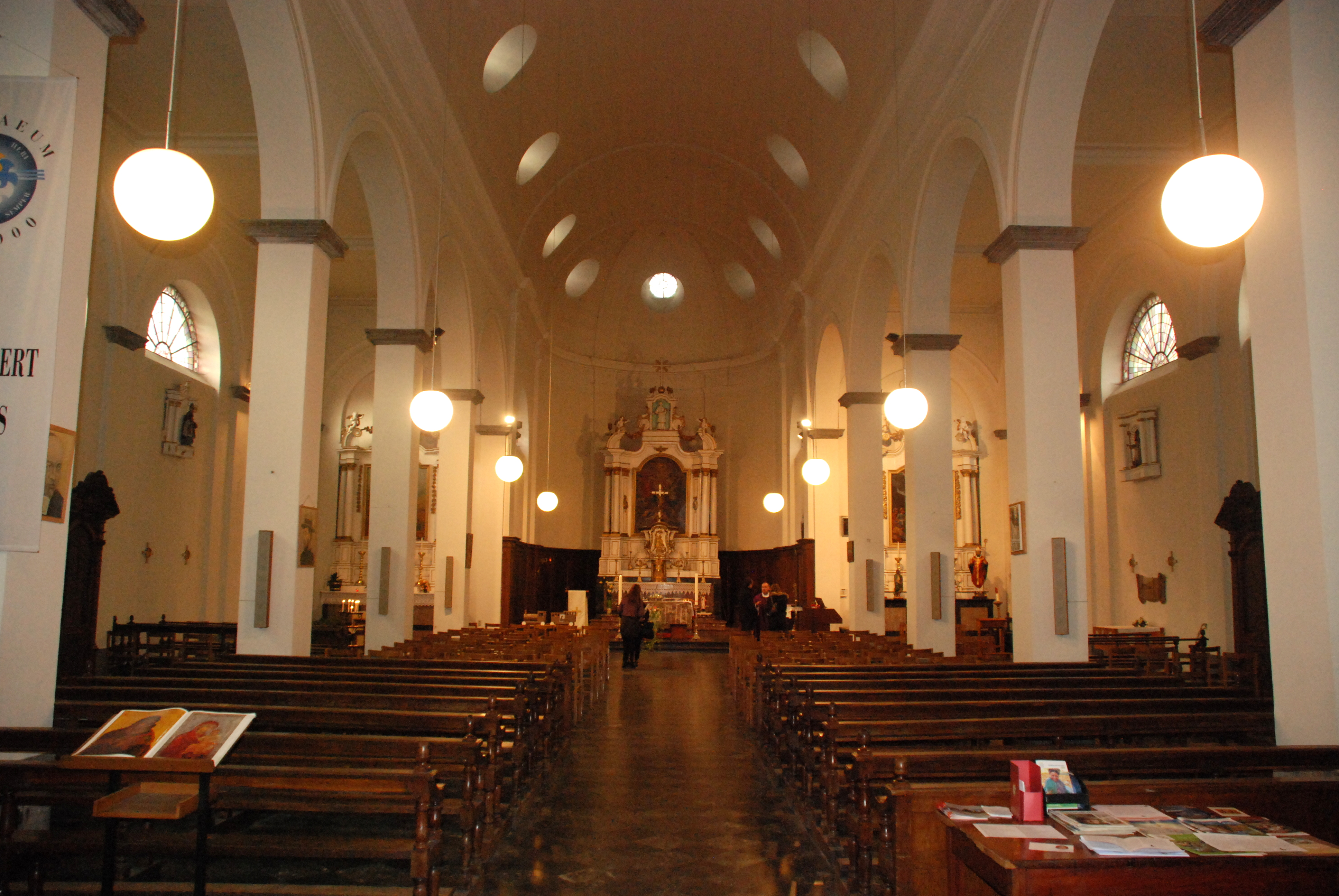
La nef et sa voûte percée d'oculi.

### Les collatéraux

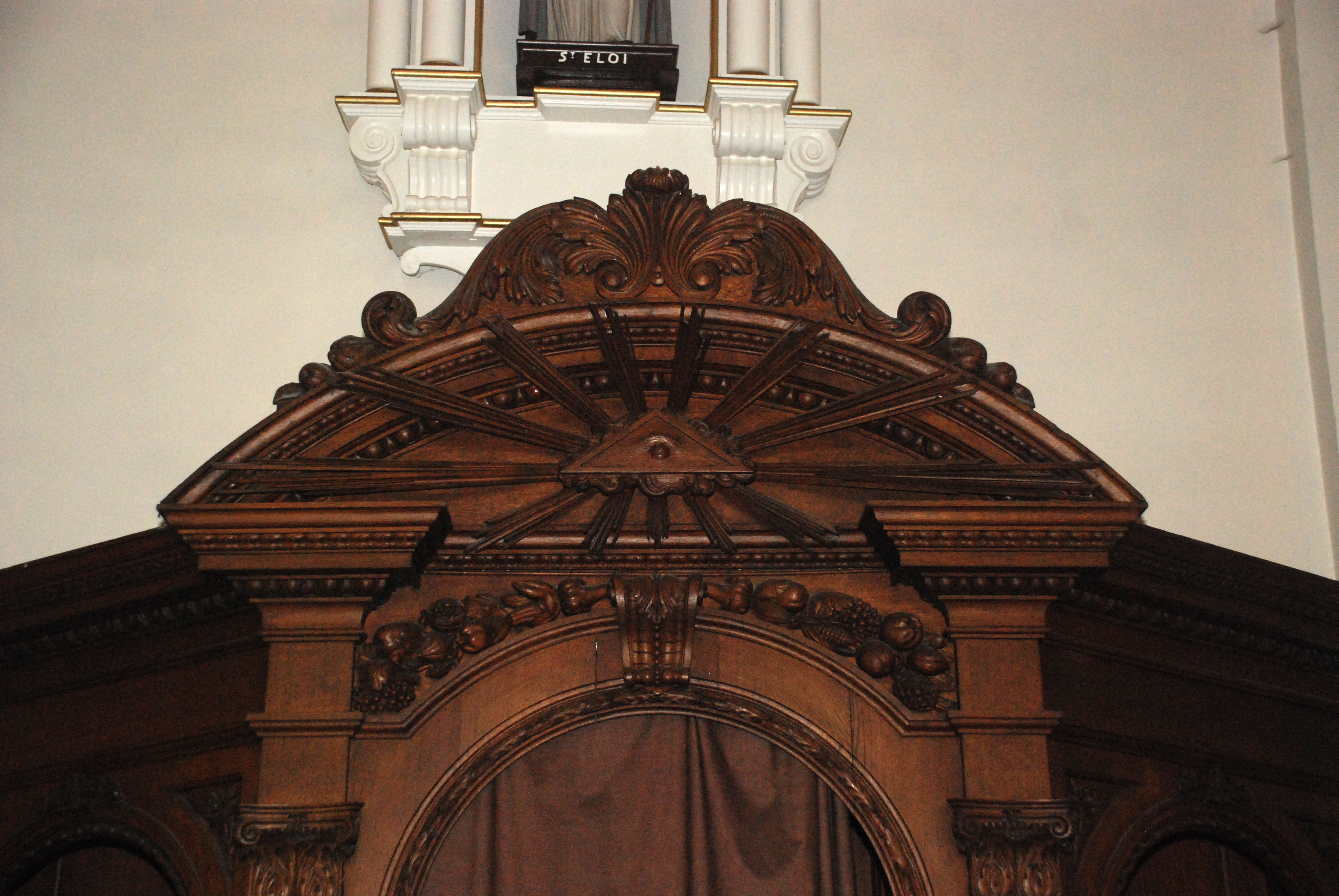
L'œil de la Providence sculpté sur un confessionnal.

Chaque collatéral se termine, près du chœur, par un autel.
Ces deux autels de style baroque (datant probablement du XIXe siècle), quasiment identiques, sont composés chacun d'une table d'autel en marbre rouge et noir surmontée d'un retable blanc et or orné d'une statue et d'un tableau. Le tableau est encadré de guirlandes dorées et de quatre colonnes dont les chapiteaux composites supportent un entablement sommé de deux volutes portant chacune un angelot et d'une niche à volutes orné de feuillages dorés.
Chaque collatéral abrite un confessionnal en chêne (1771) orné de pilastres cannelés portant un fronton courbe sur lequel est sculpté l'œil de la Providence, un œil figuré dans un triangle entouré de nuages et de rayons de lumière.
Dans chaque collatéral sont placées des statues de saints (sainte Catherine, saint Roch, saint Éloi...) logées dans des niches de couleur blanc et or aux formes et aux colonnes variées (droites, torses, à feuillages...).
|  |  |  |  |  |

### Le chœur
Le chœur est composé d'une travée de chœur et d'une abside semi-circulaire couverte d'une voûte en cul-de-four percée de trois oculi pareils à ceux qui percent la voûte de la nef.
Il abrite un autel moderne du XXe siècle av. J.-C. en pierre brute placé en avant du maître-autel de style baroque.
Ce maître-autel de baroque, quasiment identique à ceux des collatéraux, est composé d'une table d'autel en marbre rouge et noir surmontée d'un retable blanc et or orné d'un grand tableau. Le tableau est encadré de deux pilastres et de quatre colonnes dont les chapiteaux composites supportent un entablement portant deux angelots et une niche à volutes orné de feuillages dorés sommée de l'orbe, un globe coiffé d'une croix symbolisant la domination du Dieu judéo-chrétien sur le monde.
|  |  |

## Patrimoine

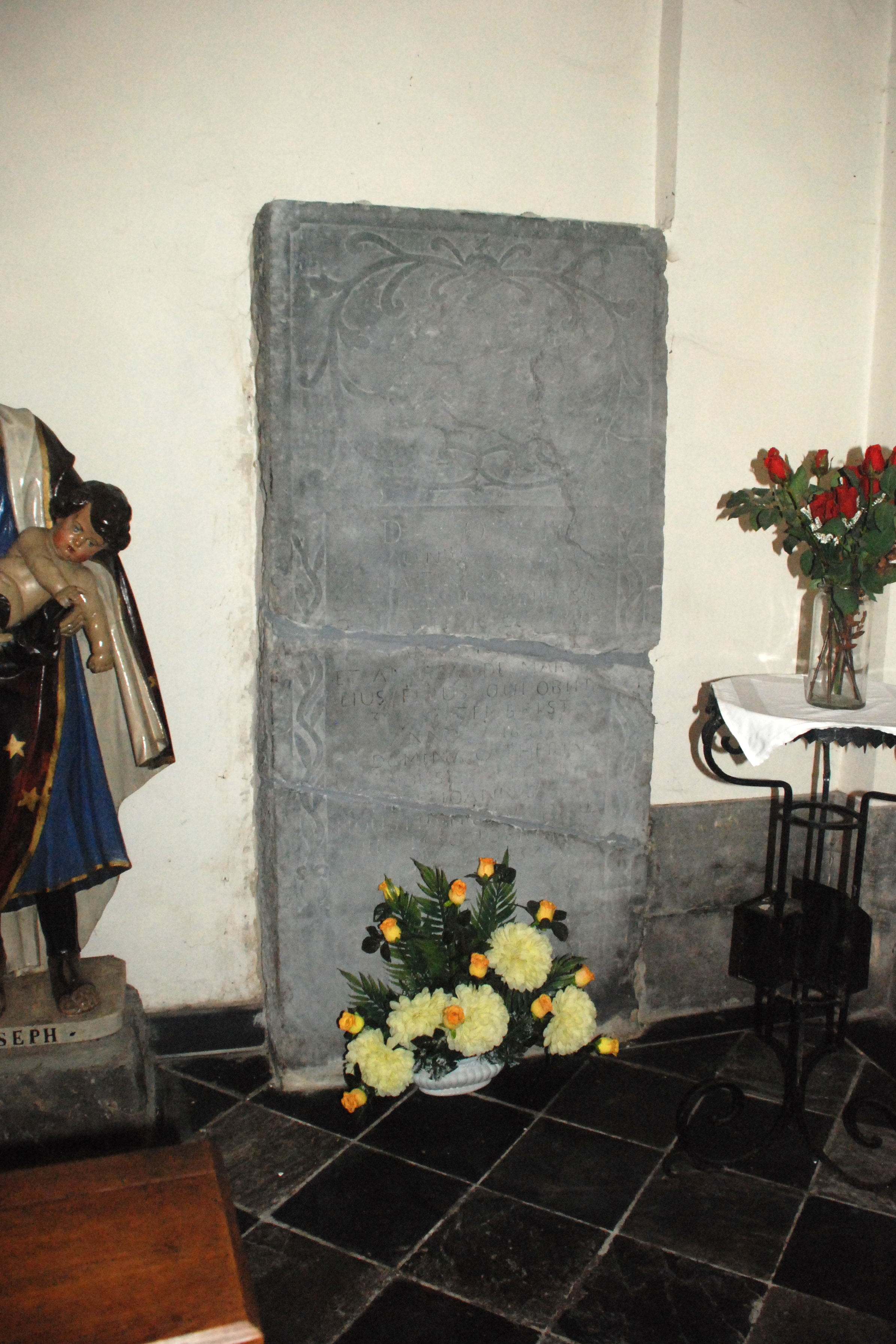
Dalle funéraire.

Au fond du collatéral gauche se dressent trois dalles funéraires dressées du XVIIIe ou du  XIXe siècle, accompagnées de la statue de saint Joseph, d'une statue de l'Enfant Jésus et de trois statues placées en hauteur.
Le fond du collatéral droit est, quant à lui, orné de trois dalles funéraires, de trois statues placées en hauteur et d'un grand crucifix en bois.

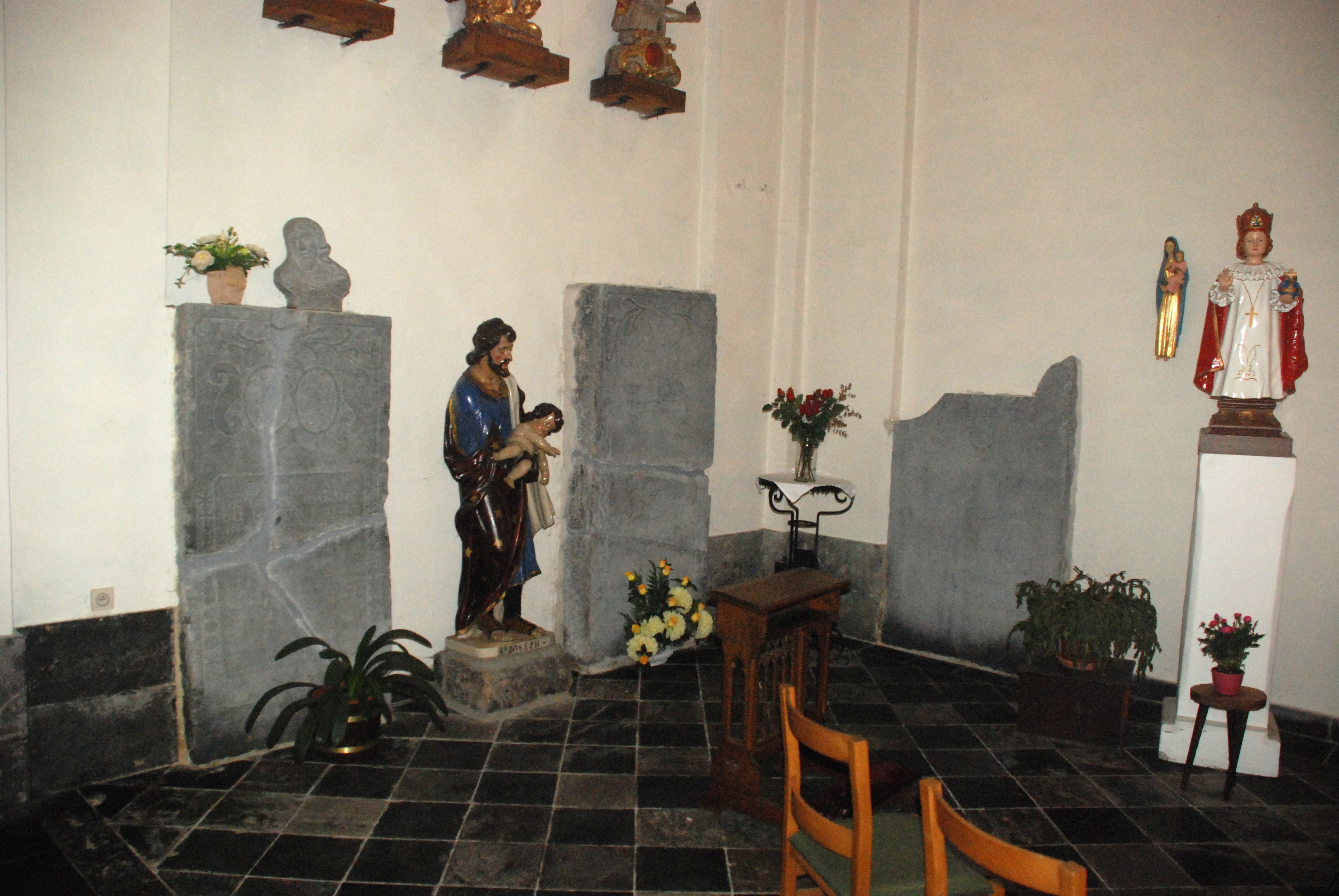
Le fond du collatéral gauche, orné de trois dalles funéraires, de la statue de saint Joseph et de celle de l'Enfant Jésus.